# Rome2rio
Rome2Rio es un motor de búsqueda en línea australiano de transporte multimodal, que ayuda a que los viajeros a ir o venir desde cualquier ubicación del mundo.
Basado en Melbourne, Australia, pertenece a Omio.

## Historia
Rome2Rio fue fundada por Bernhard Tschirren y el Dr. Michael Cameron, dos ingenieros de software de Microsoft ex. El sitio nació a partir de sus frustraciones por la carencia de un motor de búsqueda multi-modal, completo, fácil de usar y rápido y con cobertura global.
Los dos cofundadores empezaron a trabajar en el producto en septiembre de 2010 y ganaron el Premio Melbourne Azure Bizspark Camp en febrero de 2011.
La versión de beta de Rome2Rio se lanzó el 7 de abril de 2011.
Rod Cuthbert, fundador de Viator, se convirtió en CEO en mayo de 2012, cuando la compañía obtuvo US$450.000.
Rome2Rio ganó el premio de Elección Popular en Phocuswright 2012, el Sitio Web TRAVELtech GlobalCollect del 2013, el Premio de Especialista del Datos en el 2015 en los Premios WITovation y el Premio al Mejor Metabuscador de 2016 de Travolution.
La compañía obtuvo US$2,8 millones de financiación, incluyendo una subvención en 2014 de $1.2 millones de Australia Comercialización.
En julio de 2015,  anunció que el soporte para su producto de etiqueta blanca cesaría en enero de 2016, citando la presión sobre los recursos de desarrollo provocada por el rápido crecimiento de su negocio de consumo. La compañía inicialmente ofreció tanto opciones de productos de etiqueta blanca e de interfaz de programación de aplicaciones para socios que quisieran integrar sus resultados multi-modales en sitios web y aplicaciones móviles.
En 2016, la compañía añadió opciones de reserva directa.
En abril de 2017, Rod Cuthbert fue nombrado presidente ejecutivo, Michael Cameron CEO y Bernie Tschirren arquitecto jefe. Kirsteene Phelan fue COO.
En noviembre de 2017, Rome2Rio se movió a una sede nueva en el barrio digital de Richmond, Melbourne.
En julio de 2019, Craig Penfold se une a la compañía ccomo Agente Jefe de Tecnología.
En octubre de 2019, Rome2Rio fue adquirido por Omio, lal plataforma de reserva de viajes situada en Berlín.
En enero de 2020, Yeswanth Munnangi (Yesh) se convierte en el CEO de Rome2Rio, y Michael Cameron se une al consejo de administración.